# William Vesey-FitzGerald (2e baron FitzGerald et Vesey)
William Vesey-FitzGerald, 2e baron FitzGerald et Vesey, (24 juillet 1783 - 11 mai 1843) est un homme d'État irlandais.

## Jeunesse et éducation
FitzGerald est le fils aîné de James FitzGerald (1742-1835) (en) et Catherine, la première baronne FitzGerald et Vesey, fille du révérend Henry Vesey. Il fait ses études à Christ Church, Oxford .

## Carrière politique
FitzGerald entre au Parlement en 1808 en tant que député d'Ennis (succédant à son père), siège qu'il occupe jusqu'en octobre 1812, date à laquelle il est remplacé par son père, et de nouveau entre janvier 1813 et 1818. Il est impliqué dans le scandale impliquant le duc d'York et sa maîtresse Mary Anne Clarke, mais après avoir apporté des preuves précieuses de l'affaire, il est récompensé lorsqu'il est nommé lord du Trésor irlandais et admis au Conseil privé d'Irlande en 1810. En 1812, il est admis au conseil privé anglais et nommé un des Lords du Trésor en Angleterre, chancelier de l'Échiquier irlandais et premier lord du Trésor irlandais, occupant les postes irlandais jusqu'à leur fusion avec le Trésor anglais en 1816. En 1820, FitzGerald est réélu au Parlement pour Clare, circonscription qu'il représente jusqu'en 1828. En 1820, il est nommé ambassadeur en Suède. Il essaye de faire rembourser au roi suédois, Charles XIV Jean, les sommes importantes qui lui avaient été accordées pendant les guerres napoléoniennes, mais en vain, et il retourne en Grande-Bretagne en 1823. Il sert comme payeur des Forces sous Lord Liverpool, George Canning et Lord Goderich entre 1826 et 1828.
En 1828, le duc de Wellington le nomme président de la chambre de commerce et trésorier de la marine. Cela l'oblige à se présenter à nouveau dans la circonscription de Clare, mais il est battu. L'élection a joué un rôle dans l'Émancipation des catholiques en permettant l'élection de Daniel O'Connell. Cependant, FitzGerald réussi à se faire élire à Newport en 1829 et est président de la Chambre de commerce et trésorier de la Marine jusqu'en février 1830, date à laquelle il démissionne. Il représente brièvement Lostwithiel en 1830 puis Ennis de 1831 à 1835 .
FitzGerald succède à sa mère en tant que second baron FitzGerald et Vesey en 1832. Comme il s'agit d'une Pairie d'Irlande cela ne lui donne pas droit à un siège à la Chambre des lords. Cependant, en 1835, il est créé baron FitzGerald, de Desmond et du clan Gibbon dans le comté de Cork, dans la pairie du Royaume-Uni, et peut prendre place à la Chambre des lords. Il est de nouveau président du Conseil de contrôle sous Robert Peel entre 1841 et 1843. En dehors de sa carrière politique, FitzGerald est Lord Lieutenant de Clare de 1831 à 1843, administrateur du British Museum, président de l'Institut des architectes irlandais et membre de la Society of Antiquaries.

## Vie privée
Lord FitzGerald et Vesey est décédé en mai 1843, à l'âge de 59 ans. Il est célibataire et à sa mort la baronnie de 1835 disparait. Son frère cadet, Henry Lord FitzGerald lui succède pour le titre irlandais. Son fils illégitime de Vesey, William Vesey-FitzGerald, devient un homme politique conservateur.